# Stopsteen

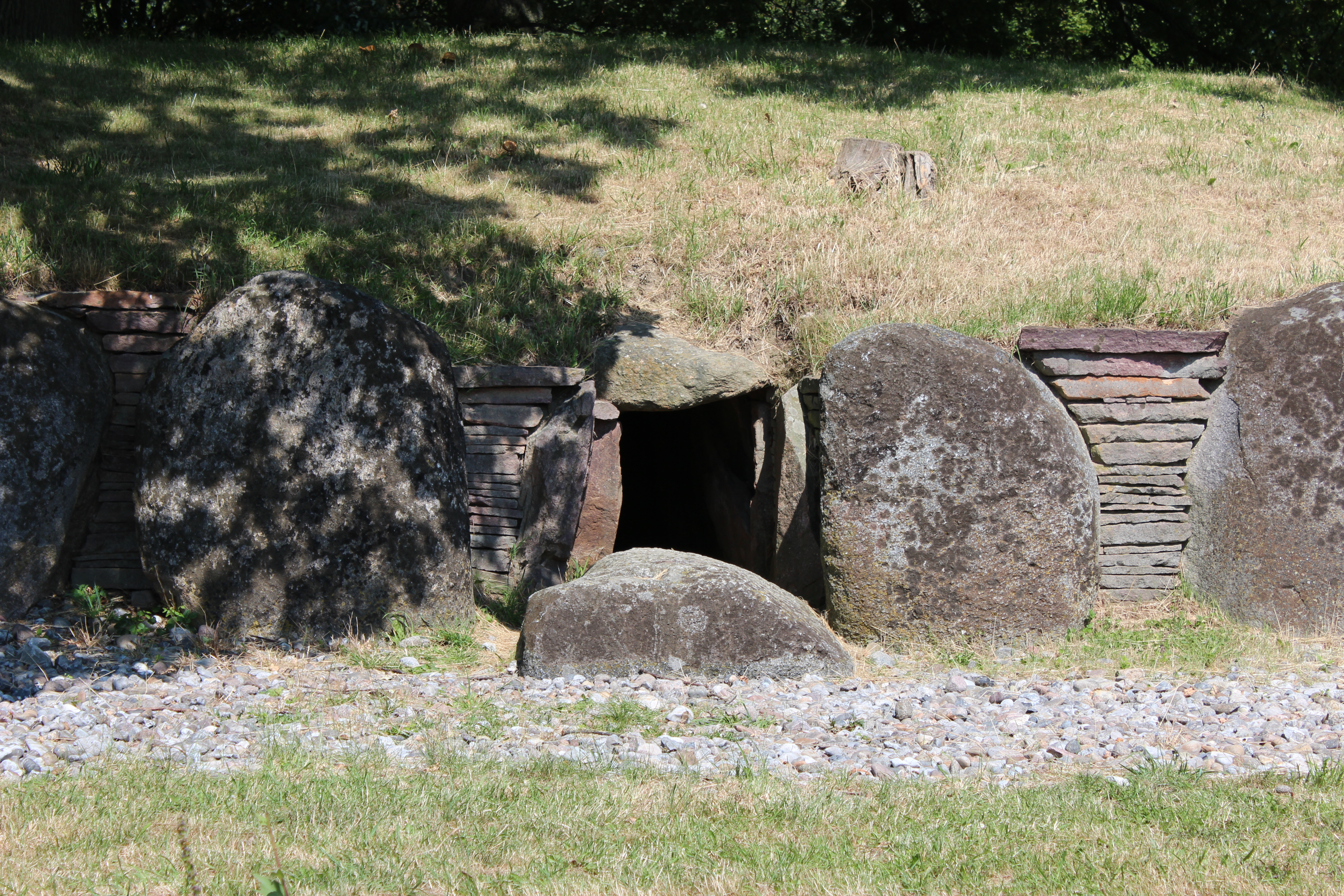
Stopstenen en de ingang van Kong Svends Høj, Denemarken

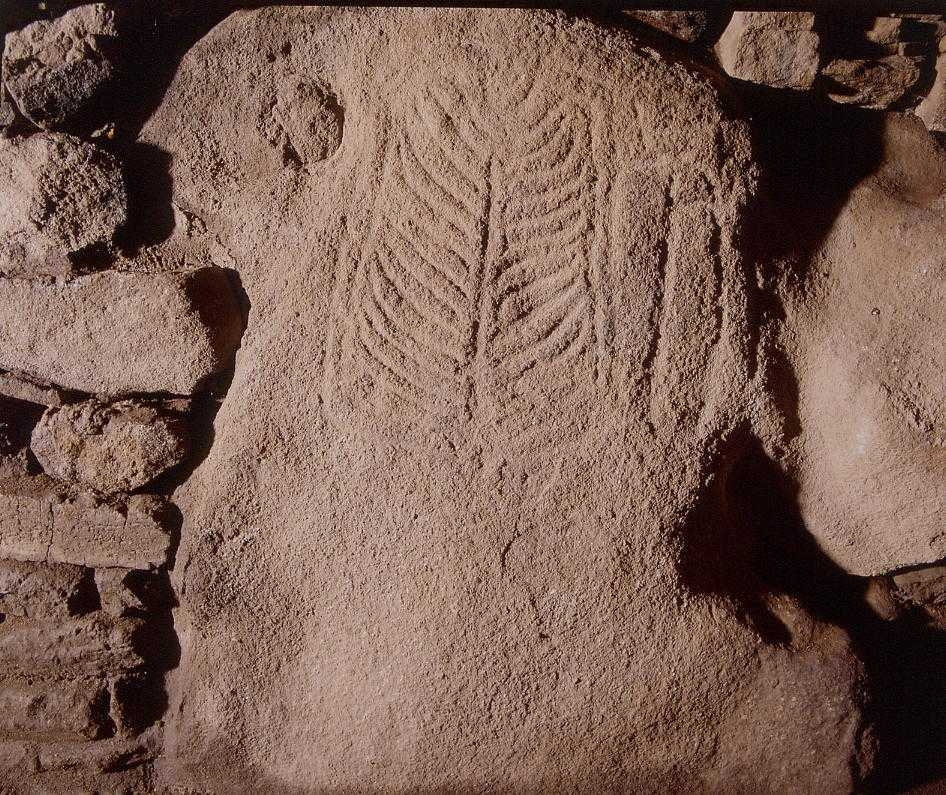
Les Pierres-Plates met stopstenen en petroglieven op de binnenzijde van de draagstenen in Morbihan, Frankrijk

Een stopsteen is een kleine steen, waarmee de ruimte tussen de draagstenen, dekstenen en sluitstenen in een hunebed werden opgevuld.
Door het gebruik van stopstenen was de grafkamer afgesloten en kon er geen zand naar binnen vallen. In Nederland zijn stopstenen door de mens gespleten zwerfkeien.
Bij veel hunebedden en dolmens zijn de stopstenen verdwenen.

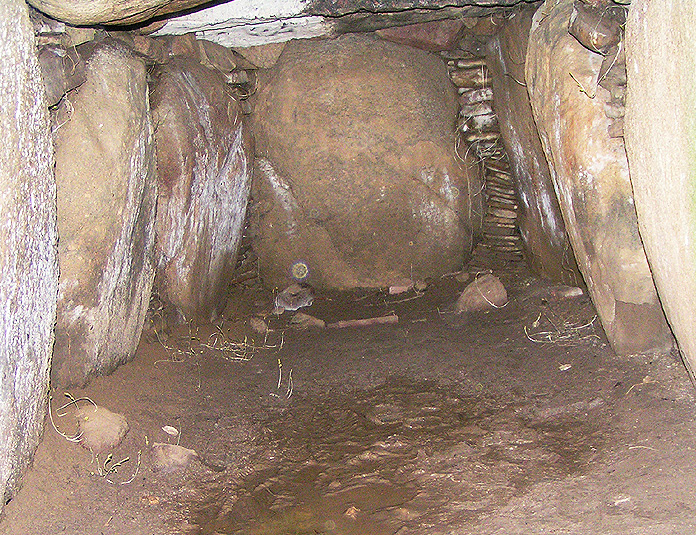
Een hunebed met nog aanwezige stopstenen in Hulbjerg
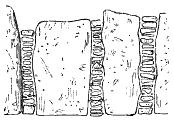
Stopstenen tussen de grotere stenen bij Svenneby, een ganggraf in Zweden
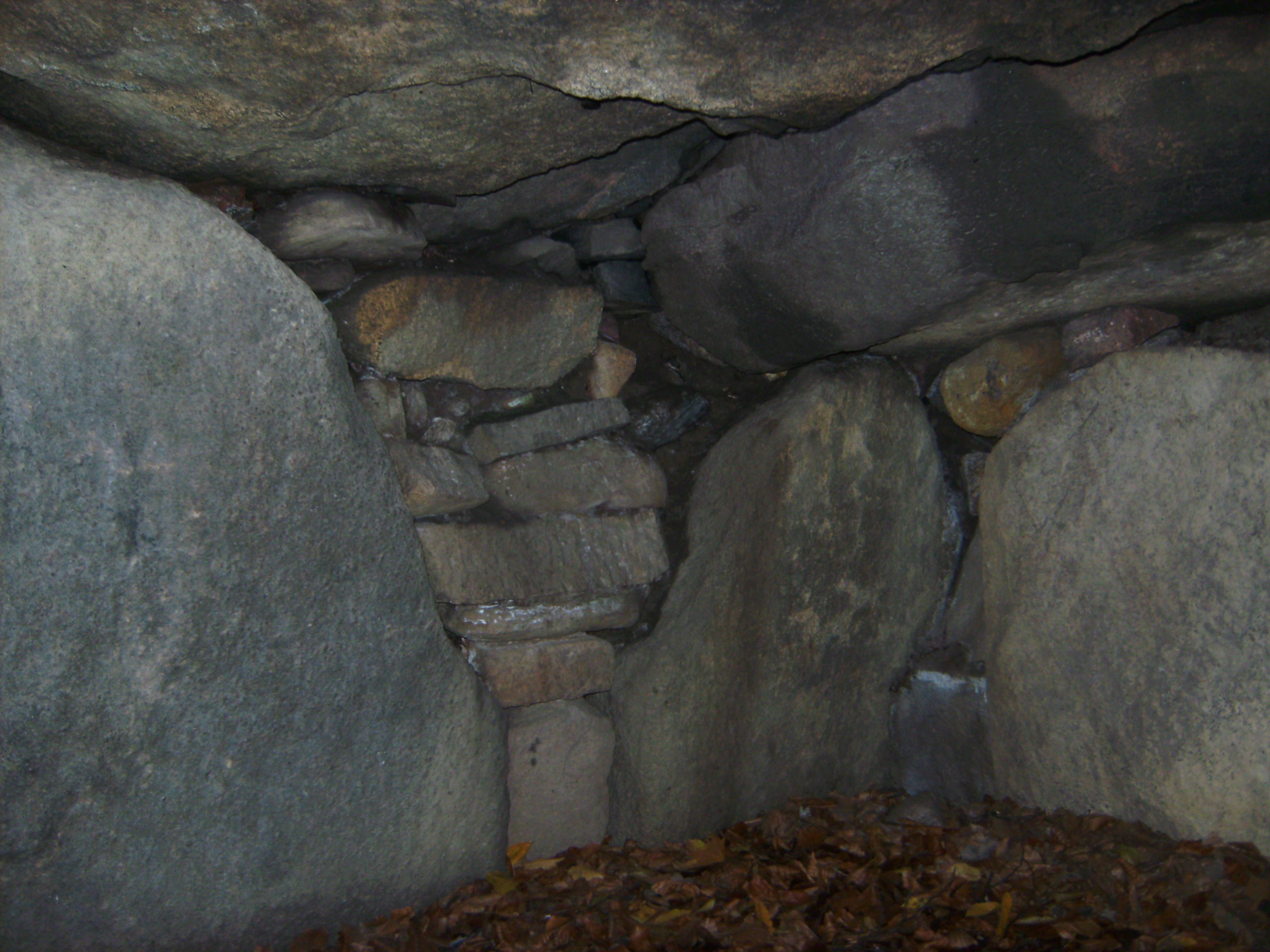
Stopstenen in Oldtidsgrave i Frejlev Skov
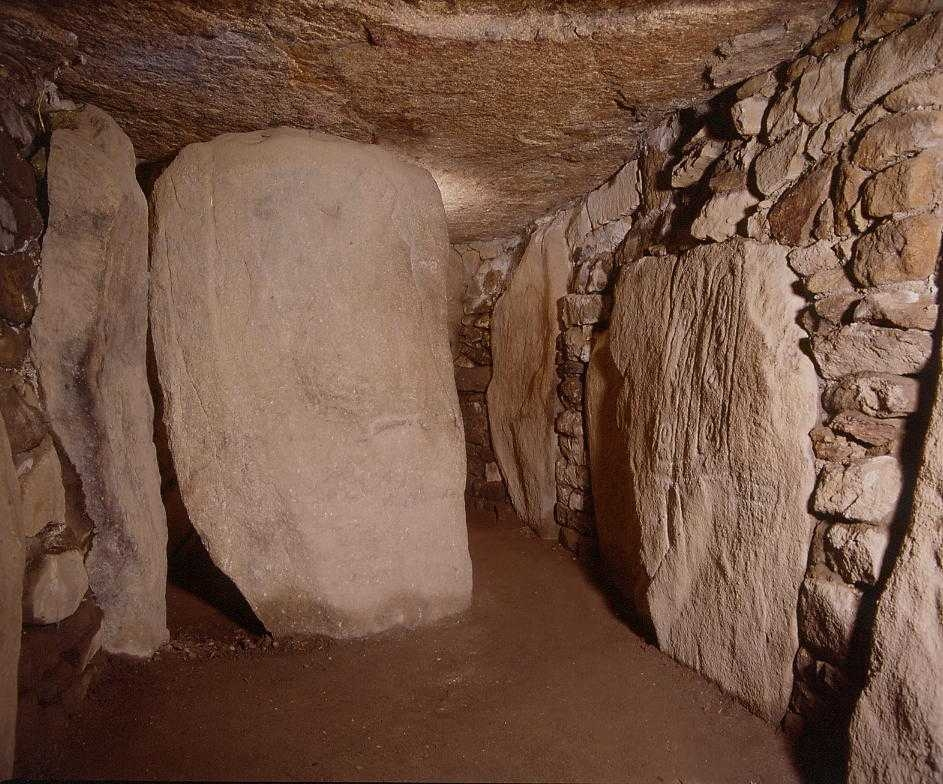
Les Pierres-Plates in Morbihan
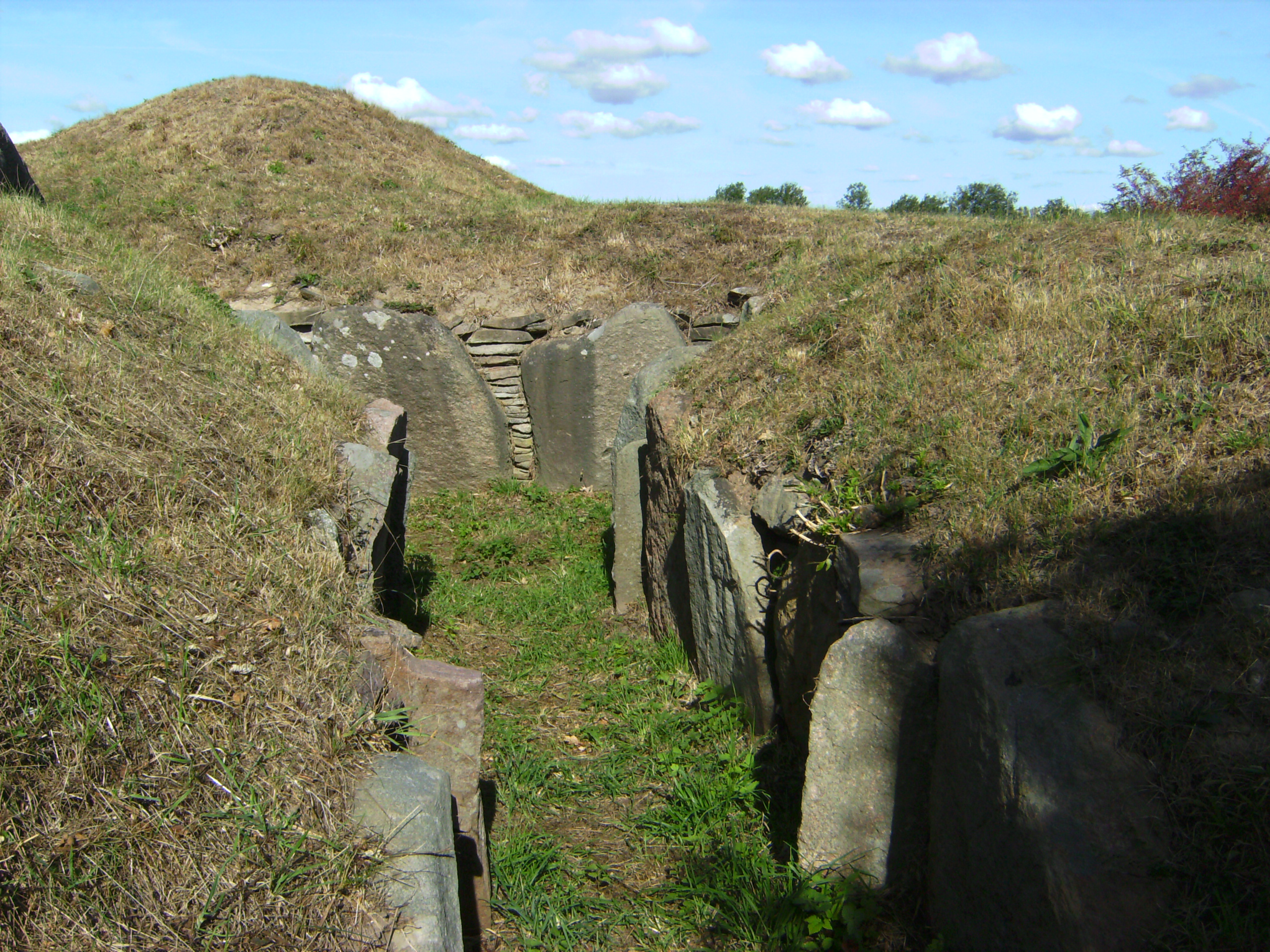
Vittingshøj
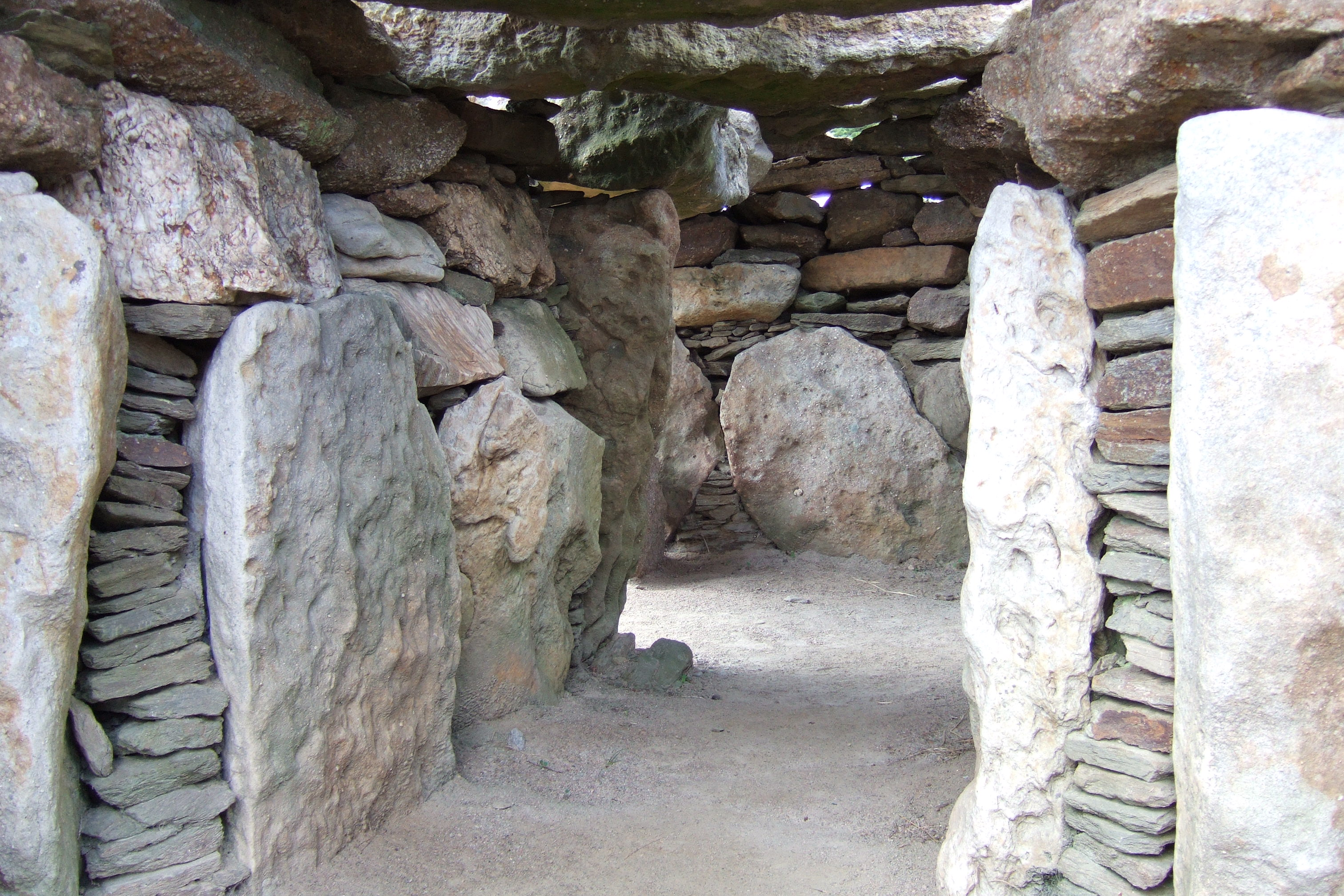